# Edmund Burke Fairfield
Pour les articles homonymes, voir Fairfield.

Edmund Burke Fairfield (né le 7 août 1821 et mort le 7 novembre 1904) était un pasteur baptiste et homme politique américain du parti républicain, de l'état du Michigan. Il fut le 12e Lieutenant Gouverneur du Michigan, et chancelier de l'université du Nebraska.

## Jeunesse et début de carrière
Fairfield est né à Parkesbourg, ville de Virginie(actuellement en Virginie occidentale). Sa famille déménagea ensuite vers Troy, en Ohio quand il était encore petit. Il alla d'abord à l'université Denison de Granville, puis au Marieta College en 1837. En 1842, il fut diplômé dd'études supérieures du Oberlin College. Il commença alors à enseigner le latin et le grec dans cette université.
Il passa deux ans en tant que pasteur baptiste dans le New Hampshire, puis deux ans à la Ruggles Street Baptist Church. En 1848, il devint président du Michigan Central College, renommé Hillsdale College en 1853, puis démissionna en 1869.

## Carrière politique
Fairfield fut député républicain du sénat du Michigan(14e district) de 1857 à 1859. De 1859 à 1861, il fut Lieutenant gouverneur du Michigan et est connu pour son discours sur l'abolition de l'esclavage dans les territoires.
In 1863, Fairfield recçut un diplôme de Doctor of Divinity de l'université de l'Indiana. L'année suivante, il reçut un diplôme de Doctor of Sacred Theology de l'université de Denison dans l'Ohio. En 1876, il fut élu chancelier de l'université Lincoln du Nebraska. Après un désaccord sur le rôle de la religion dans l'éducation, il quitta ce poste en 1882.

## Théologie et fin de vie
Fairfield était baptiste, mais il se trouva en désaccord sur les fondements de leur doctrine, et il cessa d'être pasteur, et écrivit ses Lettres sur le Baptisme en 1893. Il mourut le 7 novembre 1904 à Oberlin, en Ohio, alors âgé de 83 ans.